# Fifty Fifty (programa de televisión)
Fifty Fifty fue un concurso emitido por el canal español de televisión Cuatro.

## Mecánica del concurso
- En cada programa participan dos concursantes.
- En la primera parte principal se realizan un total de diez preguntas con dos posibles respuestas. El valor de cada pregunta oscila entre los 100 y los 1.600 euros, sumando un total de 5.000. Alternativamente uno de los dos concursantes elige la respuesta que cree correcta y el otro dispone de 10 segundos para confirmar o cambiar la respuesta, siendo ésta la que quedará como definitiva. En caso de acierto, el valor de la pregunta se acumula y si se falla, se pierde el importe de la misma y la mitad de lo acumultado. Si se aciertan todas, se accede a la segunda parte con los mencionado 5.000 euros.
- En la segunda parte se formulan cinco preguntas. Uno de los dos concursantes (siempre el mismo) ve las dos posibles respuestas y elige una de ellas, disponiendo para ello de 10 segundos. El segundo concursante puede optar, sin límite de tiempo, por confirmar la respuesta que ha dado su compañero, o arriesgarse a cambiarla sin saber cuál es la otra opción.
- Para terminar se realiza una especie de apuesta. El concursante que ha ido "a ciegas" debe de decir cuántas cree que han acertado. En caso de optar por una, el premio al que optan es el acumulado en la primera parte, el doble si opta por dos, triple en caso de tres, cinco veces si apuesta por cuatro correctas y, el premio máximo, diez veces lo conseguido en la primera parte si cree que han acertado todas las preguntas.
- Una a una se van descubriendo las respuestas y en caso de haber acertado exactamente el número de preguntas predichas, los concursantes perciben dicha cantidad. En caso contrario lo pierden todo. Es habitual que la presentadora ofrezca el importe mínimo antes de desvelar la respuesta a la última pregunta.

## Premios
- El primer premio importante fue de 25.000 euros y se entregó el 21 de julio de 2008. Acertaron todas las preguntas de la primera fase y cuatro de la segunda.
- La primera vez que unos concursantes optan por los 50.000 euros fue el 4 de septiembre de 2008 pero perdieron todo al acertar cuatro de las cinco preguntas de la segunda fase. Excepcionalmente, la presentadora les ofreció 10 000 euros (el doble de lo habitual) pero rechazaron la oferta y perdieron todo al haber fallado la pregunta de "Qué significa en el Congo decir que se ha visto al Mokele-Mbembe. Eligieron la opción de un espíritu maligno, en vez de un dinosaurio.